# Good Day: Season 2
"Good Day: Season 2" é o primeiro single digital do girl group sul-coreano Kara. É um remix de "Good Day", de seu primeiro mini-álbum "Rock U". Foi lançado em 13 de outubro de 2008.
"Good Day, Season 2" foi rearranjada por Han Jae Ho e Kim Seung Soo, os mesmos produtores de "Rock U", bem como da trilha sonora original do drama "달콤한 나의 도시: My Sweet Seoul", as canções "You Are My Heaven" e "FIND" de SS501, e "고맙다" ("Thank You") de Kim Hyun-joong.

## Lista de faixas
- Download digital[2]

1. "Good Day: Season 2" – 3:11
2. "Good Day: Season 2 (Instrumental)" – 3:11